# 方德斯峰
方德斯峰（英語：Founders Peaks）是南極洲的山峰，位於埃爾斯沃思地，處於埃爾斯沃思山脈中赫里蒂奇嶺的一部分，根據美國地質調查局的測量和美國海軍的空中照片被繪入地圖。
79°10′S 86°15′W / 79.167°S 86.250°W